# Буринский договор
Бури́нский догово́р (Буринский трактат) — договор о разграничении, заключённый между Российской империей и империей Цин 20 (31) августа 1727 года. Был подготовлен в период Посольства в Китай (1725—1728) и подписан после переговоров в пограничном районе на реке Буре российским послом С. Л. Рагузинским-Владиславичем и уполномоченными правительства Цинской империи. 
Договор определил прохождение российско-китайской границы на тех участках, которые не были определены Нерчинским договором 1689 года. С. Л. Рагузинскому-Владиславичу удалось отклонить притязания китайской стороны на территории, населённые российскими подданными, и реализовать принцип «каждый владеет тем, чем владеет теперь». Таким образом, российско-китайская граница была определена к западу от реки Аргунь до перевала Шабин-Дабат (Западные Саяны). Позднее эти границы были закреплены Кяхтинским договором 1727 года на основании условий, выработанных в ходе переговоров по обсуждению Буринского договора.